# The Endless River (film)
The Endless River è un film del 2015 diretto da Oliver Hermanus.